# Copa de l'Emir de Qatar
La Copa de l'Emir de Qatar, anomenada Copa Príncep des de la temporada 2004/05, és una competició futbolística de Qatar. És organitzada per l'Associació de Futbol de Qatar.

## Historial
Font:
- 1972-73: Al Ahly 6-1 Al Rayyan
- 1973-74: Al-Esteqlal 2-1 Al Sadd
- 1974-75: Al Sadd 4-3 Al Ahly
- 1975-76: Al-Esteqlal 4-3 Al Arabi
- 1976-77: Al Sadd 1-0 Al Rayyan
- 1977-78: Al Arabi 5-1 Al Wakrah
- 1978-79: Al Arabi 3-1 Al Wakrah
- 1979-80: Al Arabi 2-1 Al-Khor
- 1980-81: Al Ahly 2-1 Qatar SC
- 1981-82: Al Sadd 2-1 Al Rayyan
- 1982-83: Al Arabi 1-0 Al Sadd
- 1983-84: Al Arabi 3-2 Al Ahly
- 1984-85: Al Sadd 2-1 Al Ahly
- 1985-86: Al Sadd 2-0 Al Arabi
- 1986-87: Al Ahly 2-0 Al Sadd
- 1987-88: Al Sadd 4-3 Al Wakrah
- 1988-89: Al Arabi 2-0 Qatar SC
- 1989-90: Al Arabi 3-0 Al Wakrah
- 1990-91: Al Sadd 1-0 Al Rayyan
- 1991-92: Al Ahly 2-1 Al Rayyan
- 1992-93: Al Arabi 3-0 Al Sadd
- 1993-94: Al Sadd 3-2 Al Arabi
- 1994-95: Al-Ittihad 2-1 Al Wakrah
- 1995-96: Al-Ittihad 5-2 Al Rayyan
- 1996-97: Al-Ittihad 1-1 (3-2 pen) Al Rayyan
- 1997-98: Al-Ittihad 4-3 Al Ahly
- 1998-99: Al Rayyan 2-1 Al-Gharrafa
- 1999-00: Al Sadd 2-0 Al Rayyan
- 2000-01: Al Sadd 3-2 Qatar SC
- 2001-02: Al-Ittihad 4-1 Al Sadd
- 2002-03: Al Sadd 2-1 Al Ahly
- 2003-04: Al Rayyan 3-2 Qatar SC
- 2004-05: Al Sadd 0-0 (5-4 pen) Al Wakrah
- 2005-06: Al Rayyan 1-1 (5-4 pen) Al-Gharrafa
- 2006-07: Al Sadd 0-0 (5-4 pen) Al-Khor
- 2007-08: Umm-Salal SC 2-2 (4-1 pen) Al-Gharrafa
- 2008-09: Al-Gharrafa 2-1 Al Rayyan
- 2009-10: Al Rayyan 1-0 Umm-Salal SC
- 2010-11: Al Rayyan 2-1 Al-Gharafa
- 2011-12: Al-Gharafa 0-0 (pr, 5-4 pen) Al-Sadd SC
- 2012-13: Al Rayyan 2-1 Al-Sadd SC
- 2013-14: Al-Sadd SC 3-0 Al-Sailiya
- 2014-15: Al-Sadd SC 2-1 El Jaish
- 2015-16: Lekhwiya SC 2-2 (pr, 4-2 pen) Al-Sadd SC
- 2016-17: Al-Sadd SC 2-1 Al Rayyan
- 2017-18: Al-Duhail 2-1 Al Rayyan
- 2018-19: Al-Duhail 4-1 Al Sadd
- 2019-20: Al Sadd 2-1 Al-Arabi